# Хён Сон Воль
Хён Сон Воль (кор. 현송월, род. 1977, Пхеньян) — северокорейская певица и политический деятель. Лидер группы «Моранбон» и руководитель оркестра Samjiyon. Ранее она была вокалисткой ансамбля электронной музыки «Почхонбо», поп-группы, которая обрела известность в Северной Корее в начале 2000-х годов.

## Биография
В 2018 году Хён Сон Воль посетила Южную Корею в составе делегации КНДР, которая вела переговоры с Республикой Корея о выходе на церемонию открытия Зимних Олимпийских игр 2018 года под флагом объединённой Кореи.